# 阿部政澄
阿部 政澄（あべ まさずみ）は、江戸時代前期の武蔵国岩槻藩の世嗣。官位は修理亮。

## 略歴
徳川家康家臣・阿部正次の長男として誕生した。母は佐原義成の娘。正室は加藤清正の娘・本浄院（あま姫）。子は阿部正能（長男）、娘（阿部忠秋養女、有馬康純継室）。
大坂の陣には、父と共に参陣し武功を挙げている。その後、大坂城代になった父に代わり岩槻藩の留守を守るが、家督相続前に病没した。弟・重次が外祖父の三浦重成（義次）の養子になっていたが復姓し、家督を継いだ。
長男・正能は、重次の家督相続の際に正次から分知を受けて大多喜藩主となったのち、従弟の忠秋の養子となり、武蔵忍藩主を継ぐ。娘も忠秋の養女となった。